# Centro de Práticas Esportivas da Universidade de São Paulo
O Centro de Práticas Esportivas da Universidade de São Paulo (CEPEUSP) é um complexo poliesportivo que tem como finalidade planejar, coordenar e implementar as ações necessárias à prática de atividades físicas, esportivas e recreativas no âmbito da Universidade, estendendo sempre que possível esses benefícios à comunidade externa.

## Instalações
O CEPEUSP tem sua infra-estrutura composta com as seguintes instalações. 3 campos de futebol (1 estádio olímpico para 35.000 pessoas), 2 campos de futebol society, 1 ginásio coberto, com 6 módulos para esportes coletivos e individuais, 12 quadras poliesportivas descobertas, 9 quadras de tênis (piso sintético), 1 paredão para "bate-bola", 1 pista de atletismo e campo de provas, 1 pista interna para jogging (1.050m - com aparelhos), 1 parede de escalada, conjunto aquático com: 1 piscina olímpica, 1 tanque para saltos, 1 conjunto de piscinas múltiplas (1 de 50m e 2 de 25m), Velódromo oficial (arquibancada para 10.000 pessoas e uma quadra interna múltipla).
Além destas instalações o CEPEUSP dispõe de uma raia olímpica, com 2.150m de extensão por 100m de largura, onde se realizam competições estaduais e nacionais de remo e canoagem. A raia ainda abriga, ao seu redor, uma ciclovia com 4.081m de extensão. No âmbito de suas atividades esportivas, o Centro mantém uma série de programas bem para melhor orientação e atendimento aos usuários.